# Dornecy
Dornecy település Franciaországban, Nièvre megyében. Lakosainak száma 457 fő (2022. január 1.). Dornecy Asnières-sous-Bois, Lichères-sur-Yonne, Armes, Brèves, Chevroches és Villiers-sur-Yonne községekkel határos.

## Népesség
A település népességének változása:
| Lakosok száma | 503  | 491  | 507  | 481  | 472  | 470  | 469  | 469  | 457  |
|               | 2013 | 2015 | 2016 | 2017 | 2018 | 2019 | 2020 | 2021 | 2022 |